# Maczunda Pál
Maczunda Pál, Pavol Macunda (Malacka, 1707 – Verbó, 1778. január 29.) római katolikus plébános.

## Élete
Malackai (Pozsony megye) származású, 1721-ben baccalaureus és 1732-ben bölcseleti mester lett a nagyszombati kollégiumban; a teológiát 1735-ben ugyanott végezte. 1736. május 28-ától plébános volt Verbón (Pozsony megye), itt is hunyt el. Ő keresztelte Benyovszky Móricot.

## Munkája
- Večna památka s prawedliwého, aneb truchlé pohrebnj kazanj, pri obzláštnim pohrebném nastrogj ... Pana Jozeffa Pestvármegyey de Nemesügy ... Nagyszombat, 1743. (Halotti beszéd Pestvármegyei József felett).